# VI. Zivilsenat des Bundesgerichtshofes
Der VI. Zivilsenat ist ein Spruchkörper des Bundesgerichtshofs. Es handelt sich um einen von derzeit dreizehn Senaten, die sich mit Zivilsachen befassen.
Er ist hauptsächlich für das Recht der unerlaubten Handlungen (z. B. Verkehrsunfallsachen, Produkt- und Arzthaftung) zuständig.
Aufgrund der anhaltend hohen Eingangszahlen in Rechtsstreitigkeiten über Schadensersatzansprüche aus unerlaubten Handlungen, die den Vorwurf einer unzulässigen Abschalteinrichtung bei einem Kraftfahrzeug mit Dieselmotor zum Gegenstand haben (sog. „Diesel-Sachen“), und angesichts der Überlastung des damit bislang in erster Linie befassten VI. sowie des VII. Zivilsenats hat das Präsidium des Bundesgerichtshofs am 21. Juli 2021 beschlossen, mit Wirkung zum 1. August 2021 vorübergehend einen VIa. Zivilsenat des Bundesgerichtshofes als Hilfsspruchkörper einzurichten. Diesem ist die Zuständigkeit in sog. „Diesel-Sachen“ für die ab diesem Zeitpunkt neu eingehenden Verfahren zugewiesen. Die Mitglieder des Hilfszivilsenats werden nach dem Beschluss des Präsidiums anteilig weiterhin einem allgemeinen Zivilsenat zugewiesen bleiben.

## Errichtung
Der Senat wurde am 1. November 1952 errichtet. Es war die erste Neuerrichtung eines Zivilsenats nach der Gründung des Bundesgerichtshofs.

## Besetzung
Der Senat ist gegenwärtig (Stand: August 2023) wie folgt besetzt:
- Vorsitzender: Stephan Seiters
- Stellvertretende Vorsitzende: Vera von Pentz
- Beisitzer: Christiane Oehler, Ulrike Müller, Oliver Klein, Peter Allgayer, Cornelius Böhm, Birgit Linder

## Vorsitzende
| Nr. | Name (Lebensdaten)                 | Beginn der Amtszeit     | Ende der Amtszeit  |
| --- | ---------------------------------- | ----------------------- | ------------------ |
| 1   | Wilhelm Meiß (1893–1960)           | 15. Mai 1953            | 30. September 1959 |
| 2   | Joseph Engels (1901–1982)          | 8. Oktober 1959         | 30. November 1969  |
| 3   | Rudolf Pehle (1910–1972)           | 28. Januar 1970         | 28. August 1972    |
| 4   | Reinhold Weber (1914–2007)         | Ende 1972 / Anfang 1973 | 30. April 1982     |
| 5   | Hans-Joachim Hiddemann (1923–1984) | 18. Mai 1982            | 19. April 1984     |
| 6   | Erich Steffen (* 1930)             | 29. Juni 1984           | 31. Mai 1995       |
| 7   | Werner Groß (* 1935)               | 7. Juli 1995            | 31. Oktober 2000   |
| 8   | Gerda Müller (* 1944)              | 27. November 2000       | 30. Juni 2009      |
| 9   | Gregor Galke (* 1953)              | 19. August 2009         | 31. August 2018    |
| 9   | Stephan Seiters (* 1960)           | 22. Mai 2019            |                    |

## Zuständigkeit
Nach dem Geschäftsverteilungsplan des BGH (Stand 2015) ist der VI. Zivilsenat (seit 2012 unverändert) zuständig für:
1. die Rechtsstreitigkeiten über Ansprüche aus unerlaubten Handlungen, soweit nicht der I. Zivilsenat (Nr. 1), der II. Zivilsenat (Nr. 1 e, f, h und i), der III. Zivilsenat (Nr. 1, 2 und 10), der V. Zivilsenat (Nr. 1 b, e und h) oder der VII. Zivilsenat (Nr. 3) zuständig ist, Schadensersatzansprüche aus medizinischer Behandlung von Mensch und Tier, auch wenn sie auf Vertrag gestützt sind, Schadensersatzansprüche aus §§ 84 ff des Gesetzes über den Verkehr mit Arzneimitteln sowie Ansprüche aus dem Recht am eigenen Bild (§§ 22 ff KunstUrhG) und aus dem Bundesdatenschutzgesetz;
2. die Rechtsstreitigkeiten über Ansprüche aus Unfällen, an denen ein Luftfahrzeug, ein Kraftfahrzeug, eine Eisenbahn oder eine Straßenbahn beteiligt sind, auch wenn sie auf den Beförderungsvertrag gestützt sind, jedoch mit Ausnahme der zur Zuständigkeit des I. Zivilsenats (Nr. 6) gehörenden Frachtverträge über Güter;
3. die Rechtsstreitigkeiten über Ansprüche aus dem Produkthaftungsgesetz vom 15. Dezember 1989 (BGBl. I S. 2198) sowie aus dem Gesetz zur Regelung der Gentechnik vom 16. Dezember 1993 (BGBl. I S. 2066);
4. die Rechtsstreitigkeiten über Ansprüche aus dem Umwelthaftungsgesetz vom 10. Dezember 1990 (BGBl. I S. 2634), soweit nicht weitergehende Ansprüche aufgrund anderer Vorschriften (§ 18 Abs. 1 UmweltHG) geltend gemacht werden oder ein anderes Rechtsgebiet den eigentlichen Gegenstand des Streites bildet;
5. 1. die Seesachen (§§ 476 ff HGB) sowie die Binnenschiffahrts- und Flößereisachen (BinSchG) mit Ausnahme der Frachtgeschäfte,
  2. die Rechtsstreitigkeiten aus Schleppverträgen oder aus dem Zusammenstoß von Wasserfahrzeugen mit anderen Gegenständen einschließlich Fernschädigung,
  3. die Rechtsstreitigkeiten aus Versicherungen (einschließlich von Rückversicherungen) von Wasserfahrzeugen sowie aus Güterversicherungen für den Transport über See oder auf Binnengewässern allein oder in Verbindung mit Landtransport, soweit der Schwerpunkt des Rechtsstreits in der Revisionsinstanz auf nautischen Fragen liegt,
  4. die Rechtsstreitigkeiten aus dem Gesetz über Rechte an eingetragenen Schiffen und Schiffsbauwerken vom 15. November 1940, über Besitz und Eigentum an Schiffen und Schiffsbauwerken,
  5. die Rechtsstreitigkeiten über Schiffspfandrechte und Zwangsvollstreckung in Schiffe (§§ 162 ff ZVG);
6. Rechtsbeschwerden gemäß § 70 FamFG in
  1. den in § 375 Nr. 2 FamFG genannten unternehmensrechtlichen Verfahren, soweit nicht der I. Zivilsenat (Nr. 11) zuständig ist,
  2. Aufgebotssachen betreffend das Aufgebot des Eigentümers von Schiffen und Schiffsbauwerken, des Gläubigers von Schiffspfandrechten und des Schiffsgläubigers;
7. Rechtsbeschwerden, soweit es sich um die Führung der Schiffsregister, Binnenschiffsregister und Schiffsbauregister und sonstige Befugnisse der Registerrichter handelt.